# Maghnia
Maghnia (in caratteri arabi: مغنية, in berbero: ⵎⴰⵖⵏⵉⴰ (Meɣneyya)) è una città dell'Algeria, capoluogo dell'omonimo distretto, nella provincia di Tlemcen.

## Geografia fisica
Il Oued Tafna, lungo 170 km, caratterizzato da un vasto bacino idrografico, attraversa il territorio comunale.

## Storia
Le origini della città sono ricondotte da parte degli archeologi a dei resti di antiche colonie fenice. A queste seguì, con le conquiste dei romani, la creazione di una cittadella militare dell'antica Roma sopra l'insediamento fenicio. Questa fu chiamata Numerus Syrorum. I resti furono scoperte dall'esercito francese nel 1836. quando entrarono nella zona; queste postazioni erano occupate, secondo le iscrizioni, dal numerus Severianus Alexandrinus Syrorum, un'unità di arcieri siriani. Di fatto era l'avamposto più occidentale della Mauretania Caesariensis.
Grazie alla sua comoda posizione geografica, all'interno del bacino idrografico di Wadi Tatna sulla strada per Fes da Tlemcen, Maghnia in seguito servi come mercato per i nomadi regionali.
I berberi chiamarono il luogo Lalla Marnia (Lalla Maghnia), in onore di una santa locale sepolta nelle vicinanze. Il suo mausoleo fu probabilmente costruito nel XVIII secolo.
La città ha dato i natali al rivoluzionario e primo presidente dell'Algeria, Ahmed Ben Bella, considerato il padre della patria algerina.

## Infrastrutture e trasporti

### Strade
- Autostrada A1, chiamata anche l'autostrada dell'ovest, che attraversa il territorio comunale, con una uscita.